# Oscar al millor so
L'Oscar al millor so (Academy Award for Sound Mixing) és un premi atorgat per l'Acadèmia de les Arts i les Ciències Cinematogràfiques, tots els anys des de 1930. Aquest premi Oscar reconeix el millor o més fonoestètic so, i en general es premia els millors enregistraments o mescles sonores. Sol anar lligat amb l'oscar a la millor edició de so. En les llistes que segueixen, el guanyador del premi es mostra en negreta en primer lloc i el segueixen els altres nominats.

## Guanyadors i nominats

### Dècada de 1930
| Any  | Pel·lícula                                             | Nominats                                                              |
| ---- | ------------------------------------------------------ | --------------------------------------------------------------------- |
| 1930 | The Big House                                          | Douglas Shearer, MGM Studio Sound Department                          |
| 1930 | The Case of Sergeant Grischa                           | RKO Radio Studio Sound Department, John Tribby                        |
| 1930 | The Love Parade                                        | Paramount Famous Lasky Studio Sound Department, Franklin Hansen       |
| 1930 | Raffles                                                | United Artists Studio Sound Department, Oscar Lagerstrom              |
| 1930 | Song of the Flame                                      | First National Studio Sound Department, George Groves                 |
| 1931 |                                                        | Paramount Publix Studio Sound Department                              |
| 1931 | MGM Studio Sound Department                            |                                                                       |
| 1931 | RKO Radio Studio Sound Department                      |                                                                       |
| 1931 | United Artists Studio Sound Department, Samuel Goldwyn |                                                                       |
| 1932 |                                                        | Paramount Publix Studio Sound Department                              |
| 1932 | MGM Studio Sound Department                            |                                                                       |
| 1932 | RKO Radio Studio Sound Department                      |                                                                       |
| 1932 | Warner Bros., First National Studio Sound Department   |                                                                       |
| 1933 | Adéu a les armes                                       | Paramount Studio Sound Department, Franklin Hansen                    |
| 1933 | El carrer 42                                           | Warner Bros. Studio Sound Department, Nathan Levinson                 |
| 1933 | Gold Diggers of 1933                                   | Warner Bros. Studio Sound Department, Nathan Levinson                 |
| 1933 | I Am a Fugitive from a Chain Gang                      | Warner Bros. Studio Sound Department, Nathan Levinson                 |
| 1934 | One Night of Love                                      | Columbia Studio Sound Department, John Livadary                       |
| 1934 | The Affairs of Cellini                                 | United Artists Studio Sound Department, Thomas T. Moulton             |
| 1934 | Cleopatra                                              | Paramount Studio Sound Department, Franklin B. Hansen                 |
| 1934 | Flirtation Walk                                        | Warner Bros., First National Studio Sound Department, Nathan Levinson |
| 1934 | L'alegre divorciada                                    | RKO Radio Studio Sound Department, Carl Dreher                        |
| 1934 | Imitació de la vida                                    | Universal Studio Sound Department, Theodore Soderberg                 |
| 1934 | Viva Villa!                                            | Metro-Goldwyn-Mayer Studio Sound Department, Douglas Shearer          |
| 1934 | White Parade                                           | Fox Studio Sound Department, Edmund H. Hansen                         |
| 1935 | Naughty Marietta                                       | Metro-Goldwyn-Mayer Studio Sound Department, Douglas Shearer          |
| 1935 | 1,000 Dollars a Minute                                 | Republic Studio Sound Department                                      |
| 1935 | Bride of Frankenstein                                  | Universal Studio Sound Department, Gilbert Kurland                    |
| 1935 | El capità Blood                                        | Warner Bros., First National Studio Sound Department, Nathan Levinson |
| 1935 | The Dark Angel                                         | United Artists Studio Sound Department, Thomas T. Moulton             |
| 1935 | I Dream Too Much                                       | RKO Radio Studio Sound Department, Carl Dreher                        |
| 1935 | The Lives of a Bengal Lancer                           | Paramount Studio Sound Department, Franklin B. Hansen                 |
| 1935 | Love Me Forever                                        | Columbia Studio Sound Department, John P. Livadary                    |
| 1935 | Thanks a Million                                       | Fox Studio Sound Department, Edmund H. Hansen                         |
| 1936 | San Francisco                                          | Metro-Goldwyn-Mayer Studio Sound Department, Douglas Shearer          |
| 1936 | Banjo on My Knee                                       | Fox Studio Sound Department, Edmund H. Hansen                         |
| 1936 | The Charge of the Light Brigade                        | Warner Bros. Studio Sound Department, Nathan Levinson                 |
| 1936 | Dodsworth                                              | United Artists Studio Sound Department, Thomas T. Moulton             |
| 1936 | General Spanky                                         | Hal Roach Studio Sound Department, Elmer A. Raguse                    |
| 1936 | Mr. Deeds Goes to Town                                 | Columbia Studio Sound Department, John P. Livadary                    |
| 1936 | The Texas Rangers                                      | Paramount Studio Sound Department, Franklin B. Hansen                 |
| 1936 | That Girl from Paris                                   | RKO Radio Studio Sound Department, John Aalberg                       |
| 1936 | Three Smart Girls                                      | Universal Studio Sound Department, Homer G. Tasker                    |
| 1937 | Huracà sobre l'illa                                    | United Artists Studio Sound Department, Thomas Moulton                |
| 1937 | The Girl Said No                                       | Grand National Studio Sound Department, A.E. Kaye                     |
| 1937 | Hitting a New High                                     | RKO Radio Studio Sound Department, John Aalberg                       |
| 1937 | In Old Chicago                                         | Fox Studio Sound Department, Edmund H. Hansen                         |
| 1937 | The Life of Emile Zola                                 | Warner Bros. Studio Sound Department, Nathan Levinson                 |
| 1937 | Horitzons perduts                                      | Columbia Studio Sound Department, John P. Livadary                    |
| 1937 | Maytime                                                | Metro-Goldwyn-Mayer Studio Sound Department, Douglas Shearer          |
| 1937 | One Hundred Men i a Girl                               | Universal Studio Sound Department, Homer G. Tasker                    |
| 1937 | Topper                                                 | Hal Roach Studio Sound Department, Elmer A. Raguse                    |
| 1937 | Wells Fargo                                            | Paramount Studio Sound Department, Loren L. Ryder                     |
| 1938 | The Cowboy and the Lady                                | United Artists Studio Sound Department, Thomas Moulton                |
| 1938 | Army Girl                                              | Republic Studio Sound Department, Charles L. Lootens                  |
| 1938 | Four Daughters                                         | Warner Bros. Studio Sound Department, Nathan Levinson                 |
| 1938 | If I Were King                                         | Paramount Studio Sound Department, Loren L. Ryder                     |
| 1938 | Merrily We Live                                        | Hal Roach Studio Sound Department, Elmer A. Raguse                    |
| 1938 | Suez                                                   | 20th Century-Fox Studio Sound Department, Edmund H. Hansen            |
| 1938 | Sweethearts                                            | Metro-Goldwyn-Mayer Studio Sound Department, Douglas Shearer          |
| 1938 | That Certain Age                                       | Universal Studio Sound Department, Bernard B. Brown                   |
| 1938 | Intrigues femenines                                    | RKO Radio Studio Sound Department, John Aalberg                       |
| 1938 | No us l'endureu pas                                    | Columbia Studio Sound Department, John P. Livadary                    |
| 1939 | When Tomorrow Comes                                    | Universal Studio Sound Department, Bernard B. Brown                   |
| 1939 | Balalaika                                              | Metro-Goldwyn-Mayer Studio Sound Department, Douglas Shearer          |
| 1939 | Allò que el vent s'endugué                             | Samuel Goldwyn Studio Sound Department, Thomas T. Moulton             |
| 1939 | Goodbye, Mr. Chips                                     | Denham Studio Sound Department, A.W. Watkins                          |
| 1939 | The Great Victor Herbert                               | Paramount Studio Sound Department, Loren L. Ryder                     |
| 1939 | El geperut de Notre-Dame                               | RKO Radio Studio Sound Department, John Aalberg                       |
| 1939 | Man of Conquest                                        | Republic Studio Sound Department, Charles L. Lootens                  |
| 1939 | Mr. Smith Goes to Washington                           | Columbia Studio Sound Department, John P. Livadary                    |
| 1939 | Of Mice and Men                                        | Hal Roach Studio Sound Department, Elmer A. Raguse                    |
| 1939 | The Private Lives of Elizabeth and Essex               | Warner Bros. Studio Sound Department, Nathan Levinson                 |
| 1939 | The Rains Came                                         | 20th Century-Fox Studio Sound Department, Edmund H. Hansen            |

### Dècada de 1940
| Any  | Pel·lícula                         | Nominats                                                     |
| ---- | ---------------------------------- | ------------------------------------------------------------ |
| 1940 | Strike Up the Band                 | Metro-Goldwyn-Mayer Studio Sound Department, Douglas Shearer |
| 1940 | Behind the News                    | Republic Studio Sound Department, Charles L. Lootens         |
| 1940 | Captain Caution                    | Hal Roach Studio Sound Department, Elmer A. Raguse           |
| 1940 | El raïm de la ira                  | 20th Century-Fox Studio Sound Department, Edmund H. Hansen   |
| 1940 | The Howards of Virginia            | General Service Sound Department, Jack Whitney               |
| 1940 | Miratge d'amor                     | RKO Radio Studio Sound Department, John Aalberg              |
| 1940 | North West Mounted Police          | Paramount Studio Sound Department, Loren L. Ryder            |
| 1940 | El nostre poble                    | Samuel Goldwyn Studio Sound Department, Thomas T. Moulton    |
| 1940 | El falcó del mar                   | Warner Bros. Studio Sound Department, Nathan Levinson        |
| 1940 | Spring Parade                      | Universal Studio Sound Department, Bernard B. Brown          |
| 1940 | Too Many Husbands                  | Columbia Studio Sound Department, John P. Livadary           |
| 1941 | Lady Hamilton                      | General Service Sound Department, Jack Whitney               |
| 1941 | Appointment for Love               | Universal Studio Sound Department, Bernard B. Brown          |
| 1941 | Bola de foc                        | Samuel Goldwyn Studio Sound Department, Thomas T. Moulton    |
| 1941 | The Chocolate Soldier              | Metro-Goldwyn-Mayer Studio Sound Department, Douglas Shearer |
| 1941 | Ciutadà Kane                       | RKO Radio Studio Sound Department, John Aalberg              |
| 1941 | The Devil Pays Off                 | Republic Studio Sound Department, Charles L. Lootens         |
| 1941 | Que verda era la meva vall         | 20th Century-Fox Studio Sound Department, Edmund H. Hansen   |
| 1941 | The Men in Her Life                | Columbia Studio Sound Department, John P. Livadary           |
| 1941 | El sergent York                    | Warner Bros. Studio Sound Department, Nathan Levinson        |
| 1941 | Skylark                            | Paramount Studio Sound Department, Loren L. Ryder            |
| 1941 | Topper Returns                     | Hal Roach Studio Sound Department, Elmer A. Raguse           |
| 1942 | Yankee Doodle Dandy                | Warner Bros. Studio Sound Department, Nathan Levinson        |
| 1942 | Arabian Nights                     | Universal Studio Sound Department, Bernard B. Brown          |
| 1942 | Bambi                              | Walt Disney Studio Sound Department, Sam Slyfield            |
| 1942 | Flying Tigers                      | Republic Studio Sound Department, Daniel J. Bloomberg        |
| 1942 | Enemics amistosos                  | Sound Service, Inc., Jack Whitney                            |
| 1942 | La quimera de l'or                 | RCA Sound, James L. Fields                                   |
| 1942 | Mrs. Miniver                       | Metro-Goldwyn-Mayer Studio Sound Department, Douglas Shearer |
| 1942 | Lluna de mel                       | RKO Radio Studio Sound Department, Steve Dunn                |
| 1942 | L'orgull dels ianquis              | Samuel Goldwyn Studio Sound Department, Thomas T. Moulton    |
| 1942 | Road to Morocco                    | Paramount Studio Sound Department, Loren L. Ryder            |
| 1942 | This Above All                     | 20th Century-Fox Studio Sound Department, Edmund H. Hansen   |
| 1942 | Ballant neix l'amor                | Columbia Studio Sound Department, John P. Livadary           |
| 1943 | Aquesta terra és meva              | RKO Radio Studio Sound Department, Steve Dunn                |
| 1943 | Hangmen Also Die!                  | Sound Service, Inc., Jack Whitney                            |
| 1943 | In Old Oklahoma                    | Republic Studio Sound Department, Daniel J. Bloomberg        |
| 1943 | Madame Curie                       | Metro-Goldwyn-Mayer Studio Sound Department, Douglas Shearer |
| 1943 | The North Starr                    | Samuel Goldwyn Studio Sound Department, Thomas T. Moulton    |
| 1943 | Phantom of the Opera               | Universal Studio Sound Department, Bernard B. Brown          |
| 1943 | Riding High                        | Paramount Studio Sound Department, Loren L. Ryder            |
| 1943 | Sahara                             | Columbia Studio Sound Department, John P. Livadary           |
| 1943 | Saludos Amigos                     | Walt Disney Studio Sound Department, Sam Slyfield            |
| 1943 | So This Is Washington              | RCA Sound, James L. Fields                                   |
| 1943 | The Song of Bernadette             | 20th Century-Fox Studio Sound Department, Edmund H. Hansen   |
| 1943 | Això és l'exèrcit                  | Warner Bros. Studio Sound Department, Nathan Levinson        |
| 1944 | Wilson                             | 20th Century-Fox Studio Sound Department, Edmund H. Hansen   |
| 1944 | Brazil                             | Republic Studio Sound Department, Daniel J. Bloomberg        |
| 1944 | Casanova Brown                     | Samuel Goldwyn Studio Sound Department, Thomas T. Moulton    |
| 1944 | Les models                         | Columbia Studio Sound Department, John P. Livadary           |
| 1944 | Double Indemnity                   | Paramount Studio Sound Department, Loren L. Ryder            |
| 1944 | His Butler's Sister                | Universal Studio Sound Department, Bernard B. Brown          |
| 1944 | Hollywood Canteen                  | Warner Bros. Studio Sound Department, Nathan Levinson        |
| 1944 | It Happened Tomorrow               | Sound Service, Inc., Jack Whitney                            |
| 1944 | Kismet                             | Metro-Goldwyn-Mayer Studio Sound Department, Douglas Shearer |
| 1944 | Music in Manhattan                 | RKO Radio Studio Sound Department, Steve Dunn                |
| 1944 | A Voice in the Wind                | RCA Sound, James L. Fields                                   |
| 1945 | The Bells of St. Mary's            | RKO Radio Studio Sound Department, Steve Dunn                |
| 1945 | Algun dia tornaré                  | Republic Studio Sound Department, Daniel J. Bloomberg        |
| 1945 | Lady on a Train                    | Universal Studio Sound Department, Bernard B. Brown          |
| 1945 | Que el cel la jutgi                | 20th Century-Fox Studio Sound Department, Thomas T. Moulton  |
| 1945 | Rhapsody in Blue                   | Warner Bros. Studio Sound Department, Nathan Levinson        |
| 1945 | A Song to Remember                 | Columbia Studio Sound Department, John P. Livadary           |
| 1945 | The Southerner                     | General Service, Jack Whitney                                |
| 1945 | They Were Expendable               | Metro-Goldwyn-Mayer Studio Sound Department, Douglas Shearer |
| 1945 | The Three Caballeros               | Walt Disney Studio Sound Department, Sam Slyfield            |
| 1945 | Three Is a Family                  | RCA Sound, W.V. Wolfe                                        |
| 1945 | The Unseen                         | Paramount Studio Sound Department, Loren L. Ryder            |
| 1945 | Un home fenomen                    | Samuel Goldwyn Studio Sound Department, Gordon E. Sawyer     |
| 1946 | The Jolson Story                   | Columbia Studio Sound Department, John P. Livadary           |
| 1946 | Els millors anys de la nostra vida | Samuel Goldwyn Studio Sound Department, Gordon E. Sawyer     |
| 1946 | Que bonic que és viure             | RKO Radio Studio Sound Department, John Aalberg              |
| 1947 | The Bishop's Wife                  | Samuel Goldwyn Studio Sound Department, Gordon E. Sawyer     |
| 1947 | Green Dolphin Street               | Metro-Goldwyn-Mayer Studio Sound Department, Douglas Shearer |
| 1947 | T-Men                              | Sound Service, Inc., Jack Whitney                            |
| 1948 | The Snake Pit                      | 20th Century-Fox Studio Sound Department, Thomas T. Moulton  |
| 1948 | Johnny Belinda                     | Warner Bros. Studio Sound Department, Nathan Levinson        |
| 1948 | Moonrise                           | Republic Studio Sound Department, Daniel J. Bloomberg        |
| 1949 | Twelve O'Clock High                | 20th Century-Fox Studio Sound Department, Thomas T. Moulton  |
| 1949 | Once More, My Darling              | Universal Studio Sound Department, Bernard B. Brown          |
| 1949 | Sands of Iwo Jima                  | Republic Studio Sound Department, Daniel J. Bloomberg        |

### Dècada de 1950
| Any  | Pel·lícula                       | Nominats                                                                                                  |
| ---- | -------------------------------- | --- |
| 1950 | Tot sobre Eva                    | 20th Century-Fox Studio Sound Department, Thomas T. Moulton                                               |
| 1950 | La Ventafocs                     | Walt Disney Studio Sound Department, Sam Slyfield                                                         |
| 1950 | Louisa                           | Universal Studio Sound Department, Leslie I. Carey                                                        |
| 1950 | Our Very Own                     | Samuel Goldwyn Studio Sound Department, Gordon E. Sawyer                                                  |
| 1950 | Trio                             | Pinewood Studio Sound Department, Cyril Crowhurst                                                         |
| 1951 | The Great Caruso                 | Metro-Goldwyn-Mayer Studio Sound Department, Douglas Shearer                                              |
| 1951 | Bright Victory                   | Universal Studio Sound Department, Leslie I. Carey                                                        |
| 1951 | I Want You                       | Samuel Goldwyn Studio Sound Department, Gordon E. Sawyer                                                  |
| 1951 | A Streetcar Named Desire         | Warner Bros. Studio Sound Department, Nathan Levinson                                                     |
| 1951 | Camí a Broadway                  | RKO Radio Studio Sound Department, John O. Aalberg                                                        |
| 1952 | The Sound Barrier                | London Film Sound Department                                                                              |
| 1952 | The Card                         | Pinewood Studio Sound Department, Cyril Crowhurst                                                         |
| 1952 | El fabulós Andersen              | Samuel Goldwyn Studio Sound Department, Gordon E. Sawyer                                                  |
| 1952 | The Quiet Man                    | Republic Studio Sound Department, Daniel J. Bloomberg                                                     |
| 1952 | With a Song in My Heart          | 20th Century-Fox Studio Sound Department, Thomas T. Moulton                                               |
| 1953 | D'aquí a l'eternitat             | Columbia Studio Sound Department, John P. Livadary                                                        |
| 1953 | Jane Calamitat                   | Warner Bros. Studio Sound Department, William A. Mueller                                                  |
| 1953 | Els cavallers de la taula rodona | Metro-Goldwyn-Mayer Studio Sound Department, A.W. Watkins                                                 |
| 1953 | The Mississippi Gambler          | Universal Studio Sound Department, Leslie I. Carey                                                        |
| 1953 | La guerra dels mons              | Paramount Studio Sound Department, Loren L. Ryder                                                         |
| 1954 | The Glenn Miller Story           | Universal Studio Sound Department, Leslie I. Carey                                                        |
| 1954 | Brigadoon                        | Metro-Goldwyn-Mayer Studio Sound Department, Wesley C. Miller                                             |
| 1954 | El motí del Caine                | Columbia Studio Sound Department, John P. Livadary                                                        |
| 1954 | La finestra indiscreta           | Paramount Studio Sound Department, Loren L. Ryder                                                         |
| 1954 | Susan Slept Here                 | RKO Radio Studio Sound Department, John O. Aalberg                                                        |
| 1955 | Oklahoma                         | Todd-AO Studio Sound Department, Fred Hynes                                                               |
| 1955 | Love Is a Many-Splendored Thing  | 20th Century-Fox Studio Sound Department, Carlton W. Faulkner                                             |
| 1955 | Love Me or Leave Me              | Metro-Goldwyn-Mayer Studio Sound Department, Wesley C. Miller                                             |
| 1955 | Escala a Hawaii                  | Warner Bros. Studio Sound Department, William A. Mueller                                                  |
| 1955 | No seràs un estrany              | Radio Corporation of America Sound Department, Watson Jones                                               |
| 1956 | The King and I                   | 20th Century-Fox Studio Sound Department, Carlton W. Faulkner                                             |
| 1956 | The Brave One                    | King Bros. Productions, Inc. Sound Department, Buddy Myers                                                |
| 1956 | La història d'Eddy Duchin        | Columbia Studio Sound Department, John P. Livadary                                                        |
| 1956 | La gran prova                    | Westrex Sound Services, Inc., Gordon R. Glennan; Samuel Goldwyn Studio Sound Department, Gordon E. Sawyer |
| 1956 | Els Deu Manaments                | Paramount Studio Sound Department, Loren L. Ryder                                                         |
| 1957 | Sayonara                         | Warner Bros. Studio Sound Department, George Groves                                                       |
| 1957 | Duel de titans                   | Paramount Studio Sound Department, George Dutton                                                          |
| 1957 | Les Girls                        | Metro-Goldwyn-Mayer Studio Sound Department, Wesley C. Miller                                             |
| 1957 | Pal Joey                         | Columbia Studio Sound Department, John P. Livadary                                                        |
| 1957 | Testimoni de càrrec              | Samuel Goldwyn Studio Sound Department, Gordon E. Sawyer                                                  |
| 1958 | South Pacific                    | Todd-AO Studio Sound Department, Fred Hynes                                                               |
| 1958 | Vull viure                       | Samuel Goldwyn Studio Sound Department, Gordon E. Sawyer                                                  |
| 1958 | A Time to Love and a Time to Die | Universal Studio Sound Department, Leslie I. Carey                                                        |
| 1958 | Vertigen (D'entre els morts)     | Paramount Studio Sound Department, George Dutton                                                          |
| 1958 | El ball dels maleïts             | 20th Century-Fox Studio Sound Department, Carlton W. Faulkner                                             |
| 1959 | Ben Hur                          | Metro-Goldwyn-Mayer Studio Sound Department, Franklin E. Milton                                           |
| 1959 | Viatge al centre de la Terra     | 20th Century-Fox Studio Sound Department, Carlton W. Faulkner                                             |
| 1959 | Libel                            | Metro-Goldwyn-Mayer Studio Sound Department, A.W. Watkins                                                 |
| 1959 | Història d'una monja             | Warner Bros. Studio Sound Department, George Groves                                                       |
| 1959 | Porgy and Bess                   | Samuel Goldwyn Studio Sound Department, Gordon E. Sawyer;Todd-AO Studio Sound Department, Fred Hynes      |

### Dècada de 1960
| Any  | Pel·lícula                         | Nominats | Nominats                                                                                              | Nominats                                                                                              |
| ---- | ---------------------------------- | --- | --- | --- |
| 1960 | El Álamo                           | Todd-AO Studio Sound Department, Fred Hynes; Samuel Goldwyn Studio Sound Department, Gordon E. Sawyer                              | Todd-AO Studio Sound Department, Fred Hynes; Samuel Goldwyn Studio Sound Department, Gordon E. Sawyer | Todd-AO Studio Sound Department, Fred Hynes; Samuel Goldwyn Studio Sound Department, Gordon E. Sawyer |
| 1960 | L'apartament                       | Samuel Goldwyn Studio Sound Department, Gordon E. Sawyer                                                                           | Samuel Goldwyn Studio Sound Department, Gordon E. Sawyer                                              | Samuel Goldwyn Studio Sound Department, Gordon E. Sawyer                                              |
| 1960 | Cimarron                           | Metro-Goldwyn-Mayer Studio Sound Department, Franklin E. Milton                                                                    | Metro-Goldwyn-Mayer Studio Sound Department, Franklin E. Milton                                       | Metro-Goldwyn-Mayer Studio Sound Department, Franklin E. Milton                                       |
| 1960 | Pepe                               | Columbia Studio Sound Department, Charles Rice                                                                                     | Columbia Studio Sound Department, Charles Rice                                                        | Columbia Studio Sound Department, Charles Rice                                                        |
| 1960 | Sunrise at Campobello              | Warner Bros. Studio Sound Department, George Groves                                                                                | Warner Bros. Studio Sound Department, George Groves                                                   | Warner Bros. Studio Sound Department, George Groves                                                   |
| 1961 | West Side Story                    | Todd-AO Studio Sound Department, Fred Hynes; Samuel Goldwyn Studio Sound Department, Gordon E. Sawyer                              | Todd-AO Studio Sound Department, Fred Hynes; Samuel Goldwyn Studio Sound Department, Gordon E. Sawyer | Todd-AO Studio Sound Department, Fred Hynes; Samuel Goldwyn Studio Sound Department, Gordon E. Sawyer |
| 1961 | La calúmnia                        | Samuel Goldwyn Studio Sound Department, Gordon E. Sawyer                                                                           | Samuel Goldwyn Studio Sound Department, Gordon E. Sawyer                                              | Samuel Goldwyn Studio Sound Department, Gordon E. Sawyer                                              |
| 1961 | Promeses sense promès              | Revue Studio Sound Department, Waldon O. Watson                                                                                    | Revue Studio Sound Department, Waldon O. Watson                                                       | Revue Studio Sound Department, Waldon O. Watson                                                       |
| 1961 | Els canons de Navarone             | Shepperton Studio Sound Department, John Cox                                                                                       | Shepperton Studio Sound Department, John Cox                                                          | Shepperton Studio Sound Department, John Cox                                                          |
| 1961 | The Parent Trap                    | Walt Disney Studio Sound Department, Robert O. Cook                                                                                | Walt Disney Studio Sound Department, Robert O. Cook                                                   | Walt Disney Studio Sound Department, Robert O. Cook                                                   |
| 1962 | Lawrence d'Aràbia                  | Shepperton Studio Sound Department, John Cox                                                                                       | Shepperton Studio Sound Department, John Cox                                                          | Shepperton Studio Sound Department, John Cox                                                          |
| 1962 | Bon Voyage!                        | Walt Disney Studio Sound Department, Robert O. Cook                                                                                | Walt Disney Studio Sound Department, Robert O. Cook                                                   | Walt Disney Studio Sound Department, Robert O. Cook                                                   |
| 1962 | The Music Man                      | Warner Bros. Studio Sound Department, George Groves                                                                                | Warner Bros. Studio Sound Department, George Groves                                                   | Warner Bros. Studio Sound Department, George Groves                                                   |
| 1962 | That Touch of Mink                 | Revue Studio Sound Department, Waldon O. Watson                                                                                    | Revue Studio Sound Department, Waldon O. Watson                                                       | Revue Studio Sound Department, Waldon O. Watson                                                       |
| 1962 | Què se n'ha fet, de Baby Jane?     | Glen Glenn Sound Department, Joseph D. Kelly                                                                                       | Glen Glenn Sound Department, Joseph D. Kelly                                                          | Glen Glenn Sound Department, Joseph D. Kelly                                                          |
| Any  | Millor so                          | Millor so | Millors efectes de so                                                                                 | Millors efectes de so                                                                                 |
| Any  | Pel·lícula                         | Nominats | Pel·lícula                                                                                            | Nominats                                                                                              |
| 1963 | La conquesta de l'Oest             | Metro-Goldwyn-Mayer Studio Sound Department, Franklin E. Milton                                                                    | El món és boig, boig, boig                                                                            | Walter Elliott                                                                                        |
| 1963 | Bye Bye Birdie                     | Columbia Studio Sound Department, Charles Rice                                                                                     | A Gathering of Eagles                                                                                 | Robert Bratton                                                                                        |
| 1963 | Captain Newman, M.D.               | Revue Studio Sound Department, Waldon O. Watson                                                                                    | A Gathering of Eagles                                                                                 | Robert Bratton                                                                                        |
| 1963 | Cleòpatra                          | 20th Century-Fox Studio Sound Department, James P. Corcoran; Todd-AO Studio Sound Department, Fred Hynes                           | A Gathering of Eagles                                                                                 | Robert Bratton                                                                                        |
| 1963 | El món és boig, boig, boig         | Samuel Goldwyn Studio Sound Department, Gordon E. Sawyer                                                                           | A Gathering of Eagles                                                                                 | Robert Bratton                                                                                        |
| 1964 | My Fair Lady                       | Warner Bros. Studio Sound Department, George Groves                                                                                | Goldfinger                                                                                            | Norman Wanstall                                                                                       |
| 1964 | Becket                             | Shepperton Studio Sound Department, John Cox                                                                                       | The Lively Set                                                                                        | Robert Bratton                                                                                        |
| 1964 | Father Goose                       | Universal City Studio Sound Department, Waldon O. Watson                                                                           | The Lively Set                                                                                        | Robert Bratton                                                                                        |
| 1964 | Mary Poppins                       | Walt Disney Studio Sound Department, Robert O. Cook                                                                                | The Lively Set                                                                                        | Robert Bratton                                                                                        |
| 1964 | The Unsinkable Molly Brown         | Metro-Goldwyn-Mayer Studio Sound Department, Franklin E. Milton                                                                    | The Lively Set                                                                                        | Robert Bratton                                                                                        |
| 1965 | Somriures i llàgrimes              | 20th Century-Fox Studio Sound Department, James P. Corcoran; Todd-AO Studio Sound Department, Fred Hynes                           | La gran cursa                                                                                         | Treg Brown                                                                                            |
| 1965 | El turment i l'èxtasi              | 20th Century-Fox Studio Sound Department, James P. Corcoran                                                                        | Von Ryan's Express                                                                                    | Walter Rossi                                                                                          |
| 1965 | Doctor Jivago                      | Metro-Goldwyn-Mayer British Studio Sound Department, A.W. Watkins; Metro-Goldwyn-Mayer Studio Sound Department, Franklin E. Milton | Von Ryan's Express                                                                                    | Walter Rossi                                                                                          |
| 1965 | La gran cursa                      | Warner Bros. Studio Sound Department, George Groves                                                                                | Von Ryan's Express                                                                                    | Walter Rossi                                                                                          |
| 1965 | Shenandoah                         | Universal City Studio Sound Department, Waldon O. Watson                                                                           | Von Ryan's Express                                                                                    | Walter Rossi                                                                                          |
| 1966 | Grand Prix                         | Metro-Goldwyn-Mayer Studio Sound Department, Franklin E. Milton                                                                    | Grand Prix                                                                                            | Gordon Daniel                                                                                         |
| 1966 | Gambit                             | Universal City Studio Sound Department, Waldon O. Watson                                                                           | Fantastic Voyage                                                                                      | Walter Rossi                                                                                          |
| 1966 | Hawai                              | Samuel Goldwyn Studio Sound Department, Gordon E. Sawyer                                                                           | Fantastic Voyage                                                                                      | Walter Rossi                                                                                          |
| 1966 | El Iang-tsé en flames              | 20th Century-Fox Studio Sound Department, James P. Corcoran                                                                        | Fantastic Voyage                                                                                      | Walter Rossi                                                                                          |
| 1966 | Qui té por de Virginia Woolf?      | Warner Bros. Studio Sound Department, George Groves                                                                                | Fantastic Voyage                                                                                      | Walter Rossi                                                                                          |
| 1967 | En la calor de la nit              | Samuel Goldwyn Studio Sound Department                                                                                             | Els dotze del patíbul                                                                                 | John Poyner                                                                                           |
| 1967 | Camelot                            | Warner Bros.-Seven Arts | En la calor de la nit                                                                                 | James Richard                                                                                         |
| 1967 | Els dotze del patíbul              | Metro-Goldwyn-Mayer Studio Sound Department                                                                                        | En la calor de la nit                                                                                 | James Richard                                                                                         |
| 1967 | Doctor Dolittle                    | 20th Century-Fox Studio Sound Department                                                                                           | En la calor de la nit                                                                                 | James Richard                                                                                         |
| 1967 | Millie, una noia moderna           | Universal City Studio Sound Department                                                                                             | En la calor de la nit                                                                                 | James Richard                                                                                         |
| 1968 | Oliver!                            | Shepperton Studio Sound Department                                                                                                 | Shepperton Studio Sound Department                                                                    | Shepperton Studio Sound Department                                                                    |
| 1968 | Bullitt                            | Warner Bros.-Seven Arts Studio Sound Department                                                                                    | Warner Bros.-Seven Arts Studio Sound Department                                                       | Warner Bros.-Seven Arts Studio Sound Department                                                       |
| 1968 | La vall de l'arc iris              | Warner Bros.-Seven Arts Studio Sound Department                                                                                    | Warner Bros.-Seven Arts Studio Sound Department                                                       | Warner Bros.-Seven Arts Studio Sound Department                                                       |
| 1968 | Funny Girl                         | Columbia Studio Sound Department                                                                                                   | Columbia Studio Sound Department                                                                      | Columbia Studio Sound Department                                                                      |
| 1968 | Star!                              | 20th Century-Fox Studio Sound Department                                                                                           | 20th Century-Fox Studio Sound Department                                                              | 20th Century-Fox Studio Sound Department                                                              |
| 1969 | Hello, Dolly!                      | Jack Solomon, Murray Spivack | Jack Solomon, Murray Spivack                                                                          | Jack Solomon, Murray Spivack                                                                          |
| 1969 | Anna dels mil dies                 | John Aldred | John Aldred                                                                                           | John Aldred                                                                                           |
| 1969 | Butch Cassidy and the Sundance Kid | William Edmondson, David Dockendorf                                                                                                | William Edmondson, David Dockendorf                                                                   | William Edmondson, David Dockendorf                                                                   |
| 1969 | Chicago, Chicago                   | Robert Martin, Clem Portman | Robert Martin, Clem Portman                                                                           | Robert Martin, Clem Portman                                                                           |
| 1969 | Marooned                           | Les Fresholtz, Arthur Piantadosi                                                                                                   | Les Fresholtz, Arthur Piantadosi                                                                      | Les Fresholtz, Arthur Piantadosi                                                                      |

### Dècada de 1970
| Any  | Pel·lícula                               | Nominats                                                                   | Nominats                                                                   | Nominats                                                                   |
| ---- | ---------------------------------------- | -------------------------------------------------------------------------- | -------------------------------------------------------------------------- | -------------------------------------------------------------------------- |
| 1970 | Patton                                   | Douglas Williams, Don Bassman                                              | Douglas Williams, Don Bassman                                              | Douglas Williams, Don Bassman                                              |
| 1970 | Airport                                  | Ronald Pierce, David H. Moriarty                                           | Ronald Pierce, David H. Moriarty                                           | Ronald Pierce, David H. Moriarty                                           |
| 1970 | La filla de Ryan                         | Gordon McCallum, John Bramall                                              | Gordon McCallum, John Bramall                                              | Gordon McCallum, John Bramall                                              |
| 1970 | Tora! Tora! Tora!                        | Murray Spivack, Herman Lewis                                               | Murray Spivack, Herman Lewis                                               | Murray Spivack, Herman Lewis                                               |
| 1970 | Woodstock                                | Dan Wallin, L. A. Johnson                                                  | Dan Wallin, L. A. Johnson                                                  | Dan Wallin, L. A. Johnson                                                  |
| 1971 | El violinista a la teulada               | Gordon McCallum, David Hildyard                                            | Gordon McCallum, David Hildyard                                            | Gordon McCallum, David Hildyard                                            |
| 1971 | Diamants per a l'eternitat               | Gordon McCallum, John W. Mitchell, Al Overton                              | Gordon McCallum, John W. Mitchell, Al Overton                              | Gordon McCallum, John W. Mitchell, Al Overton                              |
| 1971 | French Connection                        | Theodore Soderberg, Christopher Newman                                     | Theodore Soderberg, Christopher Newman                                     | Theodore Soderberg, Christopher Newman                                     |
| 1971 | Kotch                                    | Richard Portman, Jack Solomon                                              | Richard Portman, Jack Solomon                                              | Richard Portman, Jack Solomon                                              |
| 1971 | Mary, Queen of Scots                     | Bob Jones, John Aldred                                                     | Bob Jones, John Aldred                                                     | Bob Jones, John Aldred                                                     |
| 1972 | Cabaret                                  | Robert Knudson, David Hildyard                                             | Robert Knudson, David Hildyard                                             | Robert Knudson, David Hildyard                                             |
| 1972 | Les papallones són lliures               | Arthur Piantadosi, Charles T. Knight                                       | Arthur Piantadosi, Charles T. Knight                                       | Arthur Piantadosi, Charles T. Knight                                       |
| 1972 | El candidat                              | Richard Portman, Gene Cantamessa                                           | Richard Portman, Gene Cantamessa                                           | Richard Portman, Gene Cantamessa                                           |
| 1972 | El Padrí                                 | Charles Grenzbach, Richard Portman, Christopher Newman                     | Charles Grenzbach, Richard Portman, Christopher Newman                     | Charles Grenzbach, Richard Portman, Christopher Newman                     |
| 1972 | L'aventura del Posidó                    | Theodore Soderberg, Herman Lewis                                           | Theodore Soderberg, Herman Lewis                                           | Theodore Soderberg, Herman Lewis                                           |
| 1973 | L'exorcista                              | Robert Knudson, Chris Newman                                               | Robert Knudson, Chris Newman                                               | Robert Knudson, Chris Newman                                               |
| 1973 | The Day of the Dolphin                   | Richard Portman, Larry Jost                                                | Richard Portman, Larry Jost                                                | Richard Portman, Larry Jost                                                |
| 1973 | The Paper Chase                          | Donald O. Mitchell, Larry Jost                                             | Donald O. Mitchell, Larry Jost                                             | Donald O. Mitchell, Larry Jost                                             |
| 1973 | Lluna de paper                           | Richard Portman, Les Fresholtz                                             | Richard Portman, Les Fresholtz                                             | Richard Portman, Les Fresholtz                                             |
| 1973 | El cop                                   | Ronald Pierce, Robert R. Bertrand                                          | Ronald Pierce, Robert R. Bertrand                                          | Ronald Pierce, Robert R. Bertrand                                          |
| 1974 | Terratrèmol                              | Ronald Pierce, Melvin Metcalfe Sr.                                         | Ronald Pierce, Melvin Metcalfe Sr.                                         | Ronald Pierce, Melvin Metcalfe Sr.                                         |
| 1974 | Chinatown                                | Charles Grenzbach, Larry Jost                                              | Charles Grenzbach, Larry Jost                                              | Charles Grenzbach, Larry Jost                                              |
| 1974 | La conversa                              | Walter Murch, Art Rochester                                                | Walter Murch, Art Rochester                                                | Walter Murch, Art Rochester                                                |
| 1974 | El colós en flames                       | Theodore Soderberg, Herman Lewis                                           | Theodore Soderberg, Herman Lewis                                           | Theodore Soderberg, Herman Lewis                                           |
| 1974 | El jove Frankenstein                     | Richard Portman, Gene Cantamessa                                           | Richard Portman, Gene Cantamessa                                           | Richard Portman, Gene Cantamessa                                           |
| Any  | Millor so                                | Millor so                                                                  | Premi especial als assoliments en efectes especials                        | Premi especial als assoliments en efectes especials                        |
| Any  | Pel·lícula                               | Nominats                                                                   | Pel·lícula                                                                 | Nominats                                                                   |
| 1975 | Tauró                                    | Robert Hoyt, Roger Heman, Earl Madery, John Carter                         | The Hindenburg                                                             | Peter Berkos                                                               |
| 1975 | Mossega la bala                          | Arthur Piantadosi, Les Fresholtz, Richard Tyler, Al Overton Jr.            |                                                                            |                                                                            |
| 1975 | Funny Lady                               | Richard Portman, Don MacDougall, Curly Thirlwell, Jack Solomon             |                                                                            |                                                                            |
| 1975 | The Hindenburg                           | Leonard Peterson, John A. Bolger Jr., John L. Mack, Don Sharpless          |                                                                            |                                                                            |
| 1975 | El vent i el lleó                        | Harry W. Tetrick, Aaron Rochin, William McCaughey, Roy Charman             |                                                                            |                                                                            |
| Any  | Pel·lícula                               | Nominats                                                                   | Nominats                                                                   | Nominats                                                                   |
| 1976 | Tots els homes del president             | Arthur Piantadosi, Les Fresholtz, Dick Alexander, Jim Webb                 | Arthur Piantadosi, Les Fresholtz, Dick Alexander, Jim Webb                 | Arthur Piantadosi, Les Fresholtz, Dick Alexander, Jim Webb                 |
| 1976 | King Kong                                | Harry W. Tetrick, William McCaughey, Aaron Rochin, Jack Solomon            | Harry W. Tetrick, William McCaughey, Aaron Rochin, Jack Solomon            | Harry W. Tetrick, William McCaughey, Aaron Rochin, Jack Solomon            |
| 1976 | Rocky                                    | Harry W. Tetrick, William McCaughey, Lyle J. Burbridge, Bud Alper          | Harry W. Tetrick, William McCaughey, Lyle J. Burbridge, Bud Alper          | Harry W. Tetrick, William McCaughey, Lyle J. Burbridge, Bud Alper          |
| 1976 | Silver Streak                            | Donald O. Mitchell, Douglas Williams, Richard Tyler, Harold M. Etherington | Donald O. Mitchell, Douglas Williams, Richard Tyler, Harold M. Etherington | Donald O. Mitchell, Douglas Williams, Richard Tyler, Harold M. Etherington |
| 1976 | Ha nascut una estrella                   | Robert Knudson, Dan Wallin, Robert Glass, Tom Overton                      | Robert Knudson, Dan Wallin, Robert Glass, Tom Overton                      | Robert Knudson, Dan Wallin, Robert Glass, Tom Overton                      |
| Any  | Millor so                                | Millor so                                                                  | Premi especial als assoliments en l'edició d'efectes especials             | Premi especial als assoliments en l'edició d'efectes especials             |
| Any  | Pel·lícula                               | Nominats                                                                   | Pel·lícula                                                                 | Nominats                                                                   |
| 1977 | Star Wars episodi IV: Una nova esperança | Don MacDougall, Ray West, Bob Minkler, Derek Ball                          | Encontres a la tercera fase                                                | Frank E. Warner                                                            |
| 1977 | Encontres a la tercera fase              | Robert Knudson, Robert Glass, Don MacDougall, Gene Cantamessa              |                                                                            |                                                                            |
| 1977 | L'abisme                                 | Walter Goss, Dick Alexander, Tom Beckert, Robin Gregory                    |                                                                            |                                                                            |
| 1977 | Sorcerer                                 | Robert Knudson, Robert Glass, Richard Tyler, Jean-Louis Ducarme            |                                                                            |                                                                            |
| 1977 | The Turning Point                        | Theodore Soderberg, Paul Wells, Douglas Williams, Jerry Jost               |                                                                            |                                                                            |
| Any  | Pel·lícula                               | Nominats                                                                   | Nominats                                                                   | Nominats                                                                   |
| 1978 | El caçador                               | Richard Portman, William McCaughey, Aaron Rochin, Darin Knight             | Richard Portman, William McCaughey, Aaron Rochin, Darin Knight             | Richard Portman, William McCaughey, Aaron Rochin, Darin Knight             |
| 1978 | La història de Buddy Holly               | Tex Rudloff, Joel Fein, Curly Thirlwell, Willie D. Burton                  | Tex Rudloff, Joel Fein, Curly Thirlwell, Willie D. Burton                  | Tex Rudloff, Joel Fein, Curly Thirlwell, Willie D. Burton                  |
| 1978 | Days of Heaven                           | John Wilkinson, Robert W. Glass Jr., John T. Reitz, Barry Thomas           | John Wilkinson, Robert W. Glass Jr., John T. Reitz, Barry Thomas           | John Wilkinson, Robert W. Glass Jr., John T. Reitz, Barry Thomas           |
| 1978 | Hooper, l'increïble                      | Robert Knudson, Robert Glass, Don MacDougall, Jack Solomon                 | Robert Knudson, Robert Glass, Don MacDougall, Jack Solomon                 | Robert Knudson, Robert Glass, Don MacDougall, Jack Solomon                 |
| 1978 | Superman                                 | Gordon McCallum, Graham V. Hartstone, Nicolas Le Messurier, Roy Charman    | Gordon McCallum, Graham V. Hartstone, Nicolas Le Messurier, Roy Charman    | Gordon McCallum, Graham V. Hartstone, Nicolas Le Messurier, Roy Charman    |
| Any  | Millor so                                | Millor so                                                                  | Premi especial als assoliments en l'edició de so                           | Premi especial als assoliments en l'edició de so                           |
| Any  | Pel·lícula                               | Nominats                                                                   | Pel·lícula                                                                 | Nominats                                                                   |
| 1979 | Apocalypse Now                           | Walter Murch, Mark Berger, Richard Beggs, Nat Boxer                        | El cavall negre                                                            | Alan Splet                                                                 |
| 1979 | 1941                                     | Robert Knudson, Robert Glass, Don MacDougall, Gene Cantamessa              |                                                                            |                                                                            |
| 1979 | The electric horseman                    | Arthur Piantadosi, Les Fresholtz, Michael Minkler, Al Overton Jr.          |                                                                            |                                                                            |
| 1979 | Meteor                                   | William McCaughey, Aaron Rochin, Michael J. Kohut, Jack Solomon            |                                                                            |                                                                            |
| 1979 | The Rose                                 | Theodore Soderberg, Douglas Williams, Paul Wells, Jim Webb                 |                                                                            |                                                                            |

### Dècada de 1980
| Any  | Pel·lícula                                | Nominats                                                                       | Nominats                                                             | Nominats                                                             |
| ---- | ----------------------------------------- | ------------------------------------------------------------------------------ | -------------------------------------------------------------------- | -------------------------------------------------------------------- |
| 1980 | Star Wars episodi V: L'Imperi contraataca | Bill Varney, Steve Maslow, Gregg Landaker, Peter Sutton                        | Bill Varney, Steve Maslow, Gregg Landaker, Peter Sutton              | Bill Varney, Steve Maslow, Gregg Landaker, Peter Sutton              |
| 1980 | Altered States                            | Arthur Piantadosi, Les Fresholtz, Michael Minkler, Willie D. Burton            | Arthur Piantadosi, Les Fresholtz, Michael Minkler, Willie D. Burton  | Arthur Piantadosi, Les Fresholtz, Michael Minkler, Willie D. Burton  |
| 1980 | Coal Miner's Daughter                     | Richard Portman, Roger Heman, James R. Alexander                               | Richard Portman, Roger Heman, James R. Alexander                     | Richard Portman, Roger Heman, James R. Alexander                     |
| 1980 | Fama                                      | Michael J. Kohut, Aaron Rochin, Jay M. Harding, Christopher Newman             | Michael J. Kohut, Aaron Rochin, Jay M. Harding, Christopher Newman   | Michael J. Kohut, Aaron Rochin, Jay M. Harding, Christopher Newman   |
| 1980 | Toro salvatge                             | Donald O. Mitchell, Bill Nicholson, David J. Kimball, Les Lazarowitz           | Donald O. Mitchell, Bill Nicholson, David J. Kimball, Les Lazarowitz | Donald O. Mitchell, Bill Nicholson, David J. Kimball, Les Lazarowitz |
| Any  | Millor so                                 | Millor so                                                                      | Premi especial als assoliments en l'edició d'efectes especials       | Premi especial als assoliments en l'edició d'efectes especials       |
| Any  | Pel·lícula                                | Nominats                                                                       | Pel·lícula                                                           | Nominats                                                             |
| 1981 | A la recerca de l'arca perduda            | Bill Varney, Steve Maslow, Gregg Landaker, Roy Charman                         | A la recerca de l'arca perduda                                       | Ben Burtt, Richard L. Anderson                                       |
| 1981 | On Golden Pond                            | Richard Portman, David M. Ronne                                                |                                                                      |                                                                      |
| 1981 | Atmosfera zero                            | John Wilkinson, Robert W. Glass Jr., Robert Thirlwell, Robin Gregory           |                                                                      |                                                                      |
| 1981 | Diners caiguts del cel                    | Michael J. Kohut, Jay M. Harding, Richard Tyler, Al Overton Jr.                |                                                                      |                                                                      |
| 1981 | Rojos                                     | Dick Vorisek, Tom Fleischman, Simon Kaye                                       |                                                                      |                                                                      |
| Any  | Millor so                                 | Millor so                                                                      | Millor edició d'efectes de so                                        | Millor edició d'efectes de so                                        |
| Any  | Pel·lícula                                | Nominats                                                                       | Pel·lícula                                                           | Nominats                                                             |
| 1982 | ET, l'extraterrestre                      | Robert Knudson, Robert Glass, Don Digirolamo, Gene Cantamessa                  | ET, l'extraterrestre                                                 | Charles L. Campbell, Ben Burtt                                       |
| 1982 | El submarí                                | Milan Bor, Trevor Pyke, Mike Le Mare                                           | El submarí                                                           | Mike Le Mare                                                         |
| 1982 | Gandhi                                    | Gerry Humphreys, Robin O'Donoghue, Jonathan Bates, Simon Kaye                  | Poltergeist                                                          | Stephen Hunter Flick, Richard L. Anderson                            |
| 1982 | Tootsie                                   | Arthur Piantadosi, Les Fresholtz, Dick Alexander, Les Lazarowitz               |                                                                      |                                                                      |
| 1982 | Tron                                      | Michael Minkler, Bob Minkler, Lee Minkler, James LaRue                         |                                                                      |                                                                      |
| 1983 | Escollits per a la glòria                 | Mark Berger, Tom Scott, Randy Thom, David MacMillan                            | Escollits per a la glòria                                            | Jay Boekelheide                                                      |
| 1983 | Never Cry Wolf                            | Alan Splet, Todd Boekelheide, Randy Thom, David Parker                         | Star Wars episodi VI: El retorn del Jedi                             | Ben Burtt                                                            |
| 1983 | Star Wars episodi VI: El retorn del Jedi  | Ben Burtt, Gary Summers, Randy Thom, Tony Dawe                                 |                                                                      |                                                                      |
| 1983 | La força de la tendresa                   | Donald O. Mitchell, Rick Kline, Kevin O'Connell, James R. Alexander            |                                                                      |                                                                      |
| 1983 | Jocs de guerra                            | Michael J. Kohut, Carlos Delarios, Aaron Rochin, Willie D. Burton              |                                                                      |                                                                      |
| 1984 | Amadeus                                   | Mark Berger, Tom Scott, Todd Boekelheide, Chris Newman                         | The River                                                            | Kay Rose                                                             |
| 1984 | 2010                                      | Michael J. Kohut, Aaron Rochin, Carlos Delarios, Gene Cantamessa               |                                                                      |                                                                      |
| 1984 | Dune                                      | Bill Varney, Steve Maslow, Kevin O'Connell, Nelson Stoll                       |                                                                      |                                                                      |
| 1984 | Passatge a l'Índia                        | Graham V. Hartstone, Nicolas Le Messurier, Michael A. Carter, John W. Mitchell |                                                                      |                                                                      |
| 1984 | The River                                 | Nick Alphin, Robert Thirlwell, Richard Portman, David M. Ronne                 |                                                                      |                                                                      |
| 1985 | Out of Africa                             | Chris Jenkins, Gary Alexander, Larry Stensvold, Peter Handford                 | Retorn al futur                                                      | Charles L. Campbell, Robert Rutledge                                 |
| 1985 | Retorn al futur                           | Bill Varney, B. Tennyson Sebastian II, Robert Thirlwell, William B. Kaplan     | Lady Falcó                                                           | Robert G. Henderson, Alan Robert Murray                              |
| 1985 | A Chorus Line                             | Donald O. Mitchell, Michael Minkler, Gerry Humphreys, Christopher Newman       | Rambo 2                                                              | Frederick Brown                                                      |
| 1985 | Lady Falcó                                | Les Fresholtz, Dick Alexander, Vern Poore, Bud Alper                           |                                                                      |                                                                      |
| 1985 | Silverado                                 | Donald O. Mitchell, Rick Kline, Kevin O'Connell, David M. Ronne                |                                                                      |                                                                      |
| 1986 | Platoon                                   | John Wilkinson, Richard Rogers, Charles Grenzbach, Simon Kaye                  | Aliens                                                               | Don Sharpe                                                           |
| 1986 | Aliens                                    | Graham V. Hartstone, Nicolas Le Messurier, Michael A. Carter, Roy Charman      | Star Trek 4: Missió salvar la Terra                                  | Mark Mangini                                                         |
| 1986 | El sergent de ferro                       | Les Fresholtz, Dick Alexander, Vern Poore, Bill Nelson                         | Top Gun                                                              | Cecelia Hall, George Watters II                                      |
| 1986 | Star Trek 4: Missió salvar la Terra       | Terry Porter, David J. Hudson, Mel Metcalfe, Gene Cantamessa                   |                                                                      |                                                                      |
| 1986 | Top Gun                                   | Donald O. Mitchell, Kevin O'Connell, Rick Kline, William B. Kaplan             |                                                                      |                                                                      |
| 1987 | L'últim emperador                         | Bill Rowe, Ivan Sharrock                                                       | RoboCop                                                              | Stephen Hunter Flick, John Pospisil                                  |
| 1987 | L'imperi del Sol                          | Robert Knudson, Don Digirolamo, John Boyd, Tony Dawe                           |                                                                      |                                                                      |
| 1987 | Arma letal                                | Les Fresholtz, Dick Alexander, Vern Poore, Bill Nelson                         |                                                                      |                                                                      |
| 1987 | RoboCop                                   | Michael J. Kohut, Carlos Delarios, Aaron Rochin, Robert Wald                   |                                                                      |                                                                      |
| 1987 | Les bruixes d'Eastwick                    | Wayne Artman, Tom Beckert, Tom E. Dahl, Art Rochester                          |                                                                      |                                                                      |
| 1988 | Bird                                      | Les Fresholtz, Dick Alexander, Vern Poore, Willie Burton                       | Qui ha enredat en Roger Rabbit?                                      | Charles L. Campbell, Louis Edemann                                   |
| 1988 | Die Hard                                  | Don J. Bassman, Kevin F. Cleary, Richard Overton, Al Overton Jr.               | Die Hard                                                             | Stephen Hunter Flick, Richard Shorr                                  |
| 1988 | Goril·les en la boira                     | Andy Nelson, Brian Saunders, Peter Handford                                    | Willow                                                               | Ben Burtt, Richard Hymns                                             |
| 1988 | Crema Mississippi                         | Robert J. Litt, Elliot Tyson, Rick Kline, Danny Michael                        |                                                                      |                                                                      |
| 1988 | Qui ha enredat en Roger Rabbit?           | Robert Knudson, John Boyd, Don Digirolamo, Tony Dawe                           |                                                                      |                                                                      |
| 1989 | Temps de glòria                           | Donald O. Mitchell, Gregg Rudloff, Elliot Tyson, Russell Williams II           | Indiana Jones i l'última croada                                      | Ben Burtt, Richard Hymns                                             |
| 1989 | The Abyss                                 | Don J. Bassman, Kevin F. Cleary, Richard Overton, Lee Orloff                   | Black Rain                                                           | Milton Burrow, William Manger                                        |
| 1989 | Black Rain                                | Donald O. Mitchell, Kevin O'Connell, Greg P. Russell, Keith A. Wester          | Arma letal 2                                                         | Robert G. Henderson, Alan Robert Murray                              |
| 1989 | Born on the Fourth of July                | Michael Minkler, Gregory H. Watkins, Wylie Stateman, Tod A. Maitland           |                                                                      |                                                                      |
| 1989 | Indiana Jones i l'última croada           | Ben Burtt, Gary Summers, Shawn Murphy, Tony Dawe                               |                                                                      |                                                                      |

### Dècada de 1990
| Any  | Millor so                               | Millor so                                                                | Millor edició d'efectes de so           | Millor edició d'efectes de so            |
| Any  | Pel·lícula                              | Nominats                                                                 | Pel·lícula                              | Nominats                                 |
| ---- | --------------------------------------- | ------------------------------------------------------------------------ | --------------------------------------- | ---------------------------------------- |
| 1990 | Ballant amb llops                       | Jeffrey Perkins, Bill W. Benton, Gregory H. Watkins, Russell Williams II | La caça de l'Octubre Roig               | Cecelia Hall, George Watters II          |
| 1990 | Dies de tro                             | Charles M. Wilborn, Donald O. Mitchell, Rick Kline, Kevin O'Connell      | Flatliners                              | Charles L. Campbell, Richard C. Franklin |
| 1990 | Dick Tracy                              | Thomas Causey, Chris Jenkins, David E. Campbell, Doug Hemphill           | Desafiament total                       | Stephen Hunter Flick                     |
| 1990 | La caça de l'Octubre Roig               | Richard Bryce Goodman, Richard Overton, Kevin F. Cleary, Don J. Bassman  |                                         |                                          |
| 1990 | Desafiament total                       | Nelson Stoll, Michael J. Kohut, Carlos Delarios, Aaron Rochin            |                                         |                                          |
| 1991 | Terminator 2                            | Tom Johnson, Gary Rydstrom, Gary Summers, Lee Orloff                     | Terminator 2                            | Gary Rydstrom, Gloria Borders            |
| 1991 | Backdraft                               | Gary Summers, Randy Thom, Gary Rydstrom, Glenn Williams                  | Backdraft                               | Gary Rydstrom, Richard Hymns             |
| 1991 | La bella i la bèstia                    | Terry Porter, Mel Metcalfe, David J. Hudson, Doc Kane                    | Star Trek: The Undiscovered Country     | George Watters II, F. Hudson Miller      |
| 1991 | JFK                                     | Michael Minkler, Gregg Landaker, Tod A. Maitland                         |                                         |                                          |
| 1991 | El silenci dels anyells                 | Tom Fleischman, Christopher Newman                                       |                                         |                                          |
| 1992 | L'últim dels mohicans                   | Chris Jenkins, Doug Hemphill, Mark Smith, Simon Kaye                     | Dràcula de Bram Stoker                  | Tom McCarthy, David Stone                |
| 1992 | Aladdin                                 | Terry Porter, Mel Metcalfe, David J. Hudson, Doc Kane                    | Aladdin                                 | Mark Mangini                             |
| 1992 | Alguns homes bons                       | Kevin O'Connell, Rick Kline, Robert Eber                                 | Under Siege                             | John Leveque, Bruce Stambler             |
| 1992 | Under Siege                             | Donald O. Mitchell, Frank A. Montaño, Rick Hart, Scott D. Smith          |                                         |                                          |
| 1992 | Sense perdó                             | Les Fresholtz, Vern Poore, Dick Alexander, Rob Young                     |                                         |                                          |
| 1993 | Parc Juràssic                           | Gary Summers, Gary Rydstrom, Shawn Murphy, Ron Judkins                   | Parc Juràssic                           | Gary Rydstrom, Richard Hymns             |
| 1993 | Màxim risc                              | Michael Minkler, Bob Beemer, Tim Cooney                                  | Màxim risc                              | Wylie Stateman, Gregg Baxter             |
| 1993 | El fugitiu                              | Donald O. Mitchell, Michael Herbick, Frank A. Montaño, Scott D. Smith    | El fugitiu                              | John Leveque, Bruce Stambler             |
| 1993 | Geronimo                                | Chris Carpenter, Doug Hemphill, Bill W. Benton, Lee Orloff               |                                         |                                          |
| 1993 | La llista de Schindler                  | Andy Nelson, Steve Pederson, Scott Millan, Ron Judkins                   |                                         |                                          |
| 1994 | Speed                                   | Gregg Landaker, Steve Maslow, Bob Beemer, David MacMillan                | Speed                                   | Stephen Hunter Flick                     |
| 1994 | Clear and Present Danger                | Donald O. Mitchell, Michael Herbick, Frank A. Montaño, Art Rochester     | Clear and Present Danger                | Bruce Stambler, John Leveque             |
| 1994 | Forrest Gump                            | Randy Thom, Tom Johnson, Dennis S. Sands, William B. Kaplan              | Forrest Gump                            | Gloria Borders, Randy Thom               |
| 1994 | Llegendes de passió                     | Paul Massey, David E. Campbell, Chris David, Douglas Ganton              |                                         |                                          |
| 1994 | Cadena perpètua                         | Robert J. Litt, Elliot Tyson, Michael Herbick, Willie D. Burton          |                                         |                                          |
| 1995 | Apol·lo 13                              | Rick Dior, Steve Pederson, Scott Millan, David MacMillan                 | Braveheart                              | Lon Bender, Per Hallberg                 |
| 1995 | Batman Forever                          | Donald O. Mitchell, Frank A. Montaño, Michael Herbick, Petur Hliddal     | Batman Forever                          | John Leveque, Bruce Stambler             |
| 1995 | Braveheart                              | Andy Nelson, Scott Millan, Anna Behlmer, Brian Simmons                   | Marea roja                              | George Watters II                        |
| 1995 | Marea roja                              | Kevin O'Connell, Rick Kline, Gregory H. Watkins, William B. Kaplan       |                                         |                                          |
| 1995 | Waterworld                              | Steve Maslow, Gregg Landaker, Keith A. Wester                            |                                         |                                          |
| 1996 | El pacient anglès                       | Walter Murch, Mark Berger, David Parker, Chris Newman                    | The Ghost and the Darkness              | Bruce Stambler                           |
| 1996 | Evita                                   | Andy Nelson, Anna Behlmer, Ken Weston                                    | Daylight                                | Richard Anderson, David A. Whittaker     |
| 1996 | Independence Day                        | Chris Carpenter, Bill W. Benton, Bob Beemer, Jeff Wexler                 | Eraser: Eliminador                      | Alan Robert Murray, Bub Asman            |
| 1996 | The Rock                                | Kevin O'Connell, Greg P. Russell, Keith A. Wester                        |                                         |                                          |
| 1996 | Twister                                 | Steve Maslow, Gregg Landaker, Kevin O'Connell, Geoffrey Patterson        |                                         |                                          |
| 1997 | Titanic                                 | Gary Rydstrom, Tom Johnson, Gary Summers, Mark Ulano                     | Titanic                                 | Tom Bellfort, Christopher Boyes          |
| 1997 | Air Force One                           | Paul Massey, Rick Kline, Doug Hemphill, Keith A. Wester                  | Face/Off                                | Mark Stoeckinger, Per Hallberg           |
| 1997 | Con Air                                 | Kevin O'Connell, Greg P. Russell, Art Rochester                          | El cinquè element                       | Mark Mangini                             |
| 1997 | Contact                                 | Randy Thom, Tom Johnson, Dennis S. Sands, William B. Kaplan              |                                         |                                          |
| 1997 | L.A. Confidential                       | Andy Nelson, Anna Behlmer, Kirk Francis                                  |                                         |                                          |
| 1998 | Salvem el soldat Ryan                   | Gary Rydstrom, Gary Summers, Andy Nelson, Ron Judkins                    | Salvem el soldat Ryan                   | Gary Rydstrom, Richard Hymns             |
| 1998 | Armageddon                              | Kevin O'Connell, Greg P. Russell, Keith A. Wester                        | Armageddon                              | George Watters II                        |
| 1998 | La màscara del Zorro                    | Kevin O'Connell, Greg P. Russell, Pud Cusack                             | La màscara del Zorro                    | David McMoyler                           |
| 1998 | Shakespeare in Love                     | Robin O'Donoghue, Dominic Lester, Peter Glossop                          |                                         |                                          |
| 1998 | The Thin Red Line                       | Andy Nelson, Anna Behlmer, Paul Brincat                                  |                                         |                                          |
| 1999 | Matrix                                  | John T. Reitz, Gregg Rudloff, David E. Campbell, David Lee               | Matrix                                  | Dane Davis                               |
| 1999 | The Green Mile                          | Robert J. Litt, Elliot Tyson, Michael Herbick, Willie D. Burton          | Fight Club                              | Ren Klyce, Richard Hymns                 |
| 1999 | El dilema                               | Andy Nelson, Doug Hemphill, Lee Orloff                                   | Star Wars Episode I: The Phantom Menace | Ben Burtt, Tom Bellfort                  |
| 1999 | The Mummy                               | Leslie Shatz, Chris Carpenter, Rick Kline, Chris Munro                   |                                         |                                          |
| 1999 | Star Wars Episode I: The Phantom Menace | Gary Rydstrom, Tom Johnson, Shawn Murphy, John Midgley                   |                                         |                                          |

### Dècada de 2000
| Any  | Millor so                                              | Millor so                                                              | Millor edició de so                                    | Millor edició de so                        |
| Any  | Pel·lícula                                             | Nominats                                                               | Pel·lícula                                             | Nominats                                   |
| ---- | ------------------------------------------------------ | ---------------------------------------------------------------------- | ------------------------------------------------------ | ------------------------------------------ |
| 2000 | Gladiator                                              | Scott Millan, Bob Beemer, Ken Weston                                   | U-571                                                  | Jon Johnson                                |
| 2000 | Nàufrag                                                | Randy Thom, Tom Johnson, Dennis S. Sands, William B. Kaplan            | Space cowboys                                          | Bub Asman, Alan Robert Murray              |
| 2000 | El patriota                                            | Kevin O'Connell, Greg P. Russell, Lee Orloff                           |                                                        |                                            |
| 2000 | La tempesta perfecta                                   | John T. Reitz, Gregg Rudloff, David E. Campbell, Keith A. Wester       |                                                        |                                            |
| 2000 | U-571                                                  | Steve Maslow, Gregg Landaker, Rick Kline, Ivan Sharrock                |                                                        |                                            |
| 2001 | Black Hawk abatut                                      | Michael Minkler, Myron Nettinga, Chris Munro                           | Pearl Harbor                                           | George Watters II, Christopher Boyes       |
| 2001 | Amélie                                                 | Vincent Arnardi, Guillaume Leriche, Jean Umansky                       | Monsters, Inc.                                         | Gary Rydstrom, Michael Silvers             |
| 2001 | El Senyor dels Anells: La Germandat de l'Anell         | Christopher Boyes, Michael Semanick, Gethin Creagh, Hammond Peek       |                                                        |                                            |
| 2001 | Moulin Rouge!                                          | Andy Nelson, Anna Behlmer, Roger Savage, Guntis Sics                   |                                                        |                                            |
| 2001 | Pearl Harbor                                           | Kevin O'Connell, Greg P. Russell, Peter J. Devlin                      |                                                        |                                            |
| 2002 | Chicago                                                | Michael Minkler, Dominick Tavella, David Lee                           | El Senyor dels Anells: Les dues torres                 | Mike Hopkins, Ethan Van der Ryn            |
| 2002 | Gangs of New York                                      | Tom Fleischman, Eugene Gearty, Ivan Sharrock                           | Minority Report                                        | Richard Hymns, Gary Rydstrom               |
| 2002 | El Senyor dels Anells: Les dues torres                 | Christopher Boyes, Michael Semanick, Michael Hedges, Hammond Peek      | Road to Perdition                                      | Scott Hecker                               |
| 2002 | Road to Perdition                                      | Scott Millan, Bob Beemer, John Pritchett                               |                                                        |                                            |
| 2002 | Spider-Man                                             | Kevin O'Connell, Greg P. Russell, Ed Novick                            |                                                        |                                            |
| 2003 | El Senyor dels Anells: El retorn del rei               | Christopher Boyes, Michael Semanick, Michael Hedges, Hammond Peek      | Master and Commander: The Far Side of the World        | Richard King                               |
| 2003 | L'últim samurai                                        | Andy Nelson, Anna Behlmer, Jeff Wexler                                 | Buscant en Nemo                                        | Gary Rydstrom, Michael Silvers             |
| 2003 | Master and Commander: The Far Side of the World        | Paul Massey, Doug Hemphill, Art Rochester                              | Pirates of the Caribbean: The Curse of the Black Pearl | Christopher Boyes, George Watters II       |
| 2003 | Pirates of the Caribbean: The Curse of the Black Pearl | Christopher Boyes, David Parker, David E. Campbell, Lee Orloff         |                                                        |                                            |
| 2003 | Seabiscuit                                             | Andy Nelson, Anna Behlmer, Tod A. Maitland                             |                                                        |                                            |
| 2004 | Ray                                                    | Scott Millan, Greg Orloff, Bob Beemer, Steve Cantamessa                | Els increïbles                                         | Michael Silvers, Randy Thom                |
| 2004 | L'aviador                                              | Tom Fleischman, Petur Hliddal                                          | Polar Express                                          | Randy Thom, Dennis Leonard                 |
| 2004 | Els increïbles                                         | Randy Thom, Gary Rizzo, Doc Kane                                       | Spider-Man 2                                           | Paul N. J. Ottosson                        |
| 2004 | Polar Express                                          | Randy Thom, Tom Johnson, Dennis S. Sands, William B. Kaplan            |                                                        |                                            |
| 2004 | Spider-Man 2                                           | Kevin O'Connell, Greg P. Russell, Jeffrey J. Haboush, Joseph Geisinger |                                                        |                                            |
| 2005 | King Kong                                              | Christopher Boyes, Michael Semanick, Michael Hedges, Hammond Peek      | King Kong                                              | Mike Hopkins, Ethan Van der Ryn            |
| 2005 | Les Cròniques de Nàrnia: el lleó, la bruixa i l'armari | Terry Porter, Dean A. Zupancic, Tony Johnson                           | Memòries d'una geisha                                  | Wylie Stateman                             |
| 2005 | Memòries d'una geisha                                  | Kevin O'Connell, Greg P. Russell, Rick Kline, John Pritchett           | La guerra dels mons                                    | Richard King                               |
| 2005 | A la corda fluixa                                      | Paul Massey, Doug Hemphill, Peter Kurland                              |                                                        |                                            |
| 2005 | La guerra dels mons                                    | Andy Nelson, Anna Behlmer, Ron Judkins                                 |                                                        |                                            |
| 2006 | Dreamgirls                                             | Michael Minkler, Bob Beemer, Willie D. Burton                          | Cartes des d'Iwo Jima                                  | Bub Asman, Alan Robert Murray              |
| 2006 | Apocalypto                                             | Kevin O'Connell, Greg P. Russell, Fernando Cámara                      | Apocalypto                                             | Kami Asgar, Sean McCormack                 |
| 2006 | Diamant de sang                                        | Andy Nelson, Anna Behlmer, Ivan Sharrock                               | Diamant de sang                                        | Lon Bender                                 |
| 2006 | Banderes dels nostres pares                            | John T. Reitz, David E. Campbell, Gregg Rudloff, Walt Martin           | Flags of Our Fathers                                   | Alan Robert Murray, Bub Asman              |
| 2006 | Pirates of the Caribbean: Dead Man's Chest             | Paul Massey, Christopher Boyes, Lee Orloff                             | Pirates of the Caribbean: Dead Man's Chest             | Christopher Boyes, George Watters II       |
| 2007 | L'ultimàtum de Bourne                                  | Scott Millan, David Parker, Kirk Francis                               | L'ultimàtum de Bourne                                  | Karen Baker Landers, Per Hallberg          |
| 2007 | El tren de les 3:10                                    | Paul Massey, David Giammarco, Jim Stuebe                               | No Country for Old Men                                 | Skip Lievsay                               |
| 2007 | No Country for Old Men                                 | Skip Lievsay, Craig Berkey, Greg Orloff, Peter Kurland                 | Ratatouille                                            | Randy Thom, Michael Silvers                |
| 2007 | Ratatouille                                            | Randy Thom, Michael Semanick, Doc Kane                                 | Pous d'ambició                                         | Christopher Scarabosio, Matthew Wood       |
| 2007 | Transformers                                           | Kevin O'Connell, Greg P. Russell, Peter J. Devlin                      | Transformers                                           | Ethan Van der Ryn, Mike Hopkins            |
| 2008 | Slumdog Millionaire                                    | Ian Tapp, Richard Pryke, Resul Pookutty                                | El cavaller fosc                                       | Richard King                               |
| 2008 | El curiós cas de Benjamin Button                       | David Parker, Michael Semanick, Ren Klyce, Mark Weingarten             | Iron Man                                               | Frank E. Eulner, Christopher Boyes         |
| 2008 | El cavaller fosc                                       | Lora Hirschberg, Gary Rizzo, Ed Novick                                 | Slumdog Millionaire                                    | Tom Sayers, Glenn Freemantle               |
| 2008 | WALL·E                                                 | Tom Myers, Michael Semanick, Ben Burtt                                 | WALL-E                                                 | Ben Burtt, Matthew Wood                    |
| 2008 | Wanted                                                 | Chris Jenkins, Frank A. Montaño, Petr Forejt                           | Wanted                                                 | Wylie Stateman                             |
| 2009 | En terra hostil                                        | Paul N. J. Ottosson, Ray Beckett                                       | En terra hostil                                        | Paul N. J. Ottosson                        |
| 2009 | Avatar                                                 | Christopher Boyes, Gary Summers, Andy Nelson, Tony Johnson             | Avatar                                                 | Christopher Boyes, Gwendolyn Yates Whittle |
| 2009 | Maleïts malparits                                      | Michael Minkler, Tony Lamberti, Mark Ulano                             | Maleïts malparits                                      | Wylie Stateman                             |
| 2009 | Star Trek                                              | Anna Behlmer, Andy Nelson, Peter J. Devlin                             | Star Trek                                              | Mark Stoeckinger, Alan Rankin              |
| 2009 | Transformers: Revenge of the Fallen                    | Greg P. Russell, Gary Summers, Geoffrey Patterson                      | Up                                                     | Michael Silvers, Tom Myers                 |

### Dècada de 2010
| Any  | Millor mescla de so                              | Millor mescla de so                                                | Millor edició de so                              | Millor edició de so                     |
| Any  | Pel·lícula                                       | Nominats                                                           | Pel·lícula                                       | Nominats                                |
| ---- | ------------------------------------------------ | ------------------------------------------------------------------ | ------------------------------------------------ | --------------------------------------- |
| 2010 | Origen                                           | Lora Hirschberg, Gary Rizzo, Ed Novick                             | Origen                                           | Richard King                            |
| 2010 | El discurs del rei                               | Paul Hamblin, Martin Jensen, John Midgley                          | Toy Story 3                                      | Tom Myers, Michael Silvers              |
| 2010 | Salt                                             | Jeffrey J. Haboush, Greg P. Russell, Scott Millan, William Sarokin | Tron: Legacy                                     | Gwendolyn Yates Whittle, Addison Teague |
| 2010 | La xarxa social                                  | Ren Klyce, David Parker, Michael Semanick, Mark Weingarten         | True Grit                                        | Skip Lievsay, Craig Berkey              |
| 2010 | True Grit                                        | Skip Lievsay, Craig Berkey, Greg Orloff, Peter Kurland             | Unstoppable                                      | Mark P. Stoeckinger                     |
| 2011 | Hugo                                             | Tom Fleischman, John Midgley                                       | Hugo                                             | Eugene Gearty, Philip Stockton          |
| 2011 | Millennium: Els homes que no estimaven les dones | David Parker, Michael Semanick, Ren Klyce, Bo Persson              | Drive                                            | Lon Bender, Victor Ray Ennis            |
| 2011 | Moneyball                                        | Deb Adair, Ron Bochar, Dave Giammarco, Ed Novick                   | Millennium: Els homes que no estimaven les dones | Ren Klyce                               |
| 2011 | Transformers: Dark of the Moon                   | Greg P. Russell, Gary Summers, Jeffrey J. Haboush, Peter J. Devlin | Transformers: Dark of the Moon                   | Erik Aadahl, Ethan Van der Ryn          |
| 2011 | War Horse                                        | Gary Rydstrom, Andy Nelson, Tom Johnson, Stuart Wilson             | War Horse                                        | Richard Hymns, Gary Rydstrom            |
| 2012 | Les Misérables                                   | Andy Nelson, Mark Paterson, Simon Hayes                            | Skyfall                                          | Per Hallberg, Karen Baker Landers       |
| 2012 | Argo                                             | John Reitz, Gregg Rudloff, Jose Antonio Garcia                     | Zero Dark Thirty                                 | Paul N. J. Ottosson                     |
| 2012 | La vida de Pi                                    | Ron Bartlett, D.M. Hemphill, Drew Kunin                            | Argo                                             | Erik Aadahl, Ethan Van der Ryn          |
| 2012 | Lincoln                                          | Andy Nelson, Gary Rydstrom, Ronald Judkins                         | Django desencadenat                              | Wylie Stateman                          |
| 2012 | Skyfall                                          | Scott Millan, Greg P. Russell, Stuart Wilson                       | La vida de Pi                                    | Eugene Gearty, Philip Stockton          |
| 2013 | Gravity                                          | Skip Lievsay, Niv Adiri, Christopher Benstead, Chris Munro         | Gravity                                          | Glenn Freemantle                        |
| 2013 | Capità Phillips                                  | Chris Burdon, Mark Taylor, Mike Prestwood Smith, Chris Munro       | All Is Lost                                      | Steve Boeddeker, Richard Hymns          |
| 2013 | The Hobbit: The Desolation of Smaug              | Christopher Boyes, Michael Hedges, Michael Semanick, Tony Johnson  | Capità Phillips                                  | Oliver Tarney                           |
| 2013 | Inside Llewyn Davis                              | Skip Lievsay, Greg Orloff, Peter Kurland                           | The Hobbit: The Desolation of Smaug              | Brent Burge, Chris Ward                 |
| 2013 | L'únic supervivent                               | Andy Koyama, Beau Borders, David Brownlow                          | L'únic supervivent                               | Wylie Stateman                          |
| 2014 | Whiplash                                         | Craig Mann, Ben Wilkins, Thomas Curley                             | American Sniper                                  | Alan Robert Murray, Bub Asman           |
| 2014 | American Sniper                                  | John Reitz, Gregg Rudloff, Walt Martin                             | Birdman                                          | Martin Hernández, Aaron Glascock        |
| 2014 | Birdman                                          | Jon Taylor, Frank A. Montaño, Thomas Varga                         | The Hobbit: The Battle of the Five Armies        | Brent Burge, Jason Canovas              |
| 2014 | Interstellar                                     | Gary A. Rizzo, Gregg Landaker, Mark Weingarten                     | Interstellar                                     | Richard King                            |
| 2014 | Unbroken                                         | Jon Taylor, Frank A. Montaño, David Lee                            | Unbroken                                         | Becky Sullivan, Andrew DeCristofaro     |
| 2015 | Mad Max: fúria a la carretera                    | Chris Jenkins, Gregg Rudloff, Ben Osmo                             | Mad Max: fúria a la carretera                    | Mark Mangini, David White               |
| 2015 | Bridge of Spies                                  | Andy Nelson, Gary Rydstrom, Drew Kunin                             | The Martian                                      | Oliver Tarney                           |
| 2015 | The Martian                                      | Paul Massey, Mark Taylor, Mac Ruth                                 | The Revenant                                     | Martin Hernández, Lon Bender            |
| 2015 | The Revenant                                     | Jon Taylor, Frank A. Montaño, Randy Thom, Chris Duesterdiek        | Sicario                                          | Alan Robert Murray                      |
| 2015 | Star Wars episodi VII: El despertar de la força  | Andy Nelson, Christopher Scarabosio, Stuart Wilson                 | Star Wars episodi VII: El despertar de la força  | Matthew Wood, David Acord               |
| 2016 | Hacksaw Ridge                                    | Kevin O'Connell, Andy Wright, Robert Mackenzie, Peter Grace        | Arrival                                          | Sylvain Bellemare                       |
| 2016 | 13 Hours: The Secret Soldiers of Benghazi        | Gary Summers, Jeffrey J. Haboush, Mac Ruth                         | Deepwater Horizon                                | Wylie Stateman, Renée Tondelli          |
| 2016 | Arrival                                          | Bernard Gariépy Strobl, Claude La Haye                             | Hacksaw Ridge                                    | Robert Mackenzie, Andy Wright           |
| 2016 | La La Land                                       | Andy Nelson, Ai-Ling Lee, Steve A. Morrow                          | La La Land                                       | Ai-Ling Lee, Mildred Iatrou Morgan      |
| 2016 | Rogue One: A Star Wars Story                     | David Parker, Christopher Scarabosio, Stuart Wilson                | Sully                                            | Alan Robert Murray, Bub Asman           |
| 2017 | Dunkerque                                        | Gregg Landaker, Gary Rizzo, Mark Weingarten                        | Dunkerque                                        | Richard King, Alex Gibson               |
| 2017 | Baby Driver                                      | Julian Slater, Tim Cavagin, Mary H. Ellis                          | Baby Driver                                      | Julian Slater                           |
| 2017 | Blade Runner 2049                                | Ron Bartlett, Doug Hemphill, Mac Ruth                              | Blade Runner 2049                                | Mark Mangini, Theo Green                |
| 2017 | The Shape of Water                               | Christian Cooke, Brad Zoern, Glen Gauthier                         | The Shape of Water                               | Nathan Robitaille, Nelson Ferreira      |
| 2017 | Star Wars: Els últims Jedi                       | David Parker, Michael Semanick, Ren Klyce, Stuart Wilson           | Star Wars: Els últims Jedi                       | Matthew Wood, Ren Klyce                 |
| 2018 | Bohemian Rhapsody                                | Paul Massey, Tim Cavagin, John Casali                              | Bohemian Rhapsody                                | John Warhurst, Nina Hartstone           |
| 2018 | Black Panther                                    | Steve Boeddeker, Brandon Proctor, Peter J. Devlin                  | Black Panther                                    | Benjamin A. Burtt, Steve Boeddeker      |
| 2018 | First Man                                        | Jon Taylor, Frank A. Montaño, Ai-Ling Lee, Mary H. Ellis           | First Man                                        | Ai-Ling Lee, Mildred Iatrou Morgan      |
| 2018 | Roma                                             | Skip Lievsay, Craig Henighan, José Antonio Garcia                  | Un lloc tranquil                                 | Ethan Van der Ryn, Erik Aadahl          |
| 2018 | A Star Is Born                                   | Tom Ozanich, Dean Zupancic, Jason Ruder, Steve Morrow              | Roma                                             | Sergio Díaz, Skip Lievsay               |
| 2019 | 1917                                             | Mark Taylor, Stuart Wilson                                         | Ford v Ferrari                                   | Donald Sylvester                        |
| 2019 | Ad Astra                                         | Gary Rydstrom, Tom Johnson, Mark Ulano                             | Joker                                            | Alan Robert Murray                      |
| 2019 | Ford v Ferrari                                   | Paul Massey, David Giammarco, Steven A. Morrow                     | 1917                                             | Oliver Tarney, Rachael Tate             |
| 2019 | Joker                                            | Tom Ozanich, Dean Zupancic, Tod Maitland                           | Once Upon a Time in Hollywood                    | Wylie Stateman                          |
| 2019 | Once Upon a Time in Hollywood                    | Michael Minkler, Christian P. Minkler, Mark Ulano                  | Star Wars: L'ascens de Skywalker                 | Matthew Wood, David Acord               |

### Dècada de 2020
| Any  | Pel·lícula                                    | Nominats                                                                                                 |
| ---- | --------------------------------------------- | --- |
| 2020 | Sound of Metal                                | Nicholas Becker, Jaime Baksht, Michelle Coutollenc, Carlos Cortes, Philip Bladh                          |
| 2020 | Greyhound                                     | Warren Shaw, Michael Minkler, Beau Borders, David Wyman                                                  |
| 2020 | Mank                                          | Ren Klyce, Jeremy Molod, David Parker, Nathan Nance, Drew Kunin                                          |
| 2020 | News of the World                             | Oliver Tarney, Mike Prestwood Smith, William Miller, John Pritchett                                      |
| 2020 | Soul                                          | Ren Klyce, Coya Elliott, David Parker                                                                    |
| 2021 | Dune                                          | Ron Bartlett, Theo Green, Doug Hemphill, Mark Mangini, Mac Ruth                                          |
| 2021 | Belfast                                       | Denise Yarde, Simon Chase, James Mather, Niv Adiri                                                       |
| 2021 | No Time to Die                                | Simon Hayes, Oliver Tarney, James Harrison, Paul Massey, Mark Taylor                                     |
| 2021 | The Power of the Dog                          | Richard Flynn, Robert Mackenzie, Tara Webb                                                               |
| 2021 | West Side Story                               | Tod A. Maitland, Gary Rydstrom, Brian Chumney, Andy Nelson, Shawn Murphy                                 |
| 2022 | Top Gun: Maverick                             | Mark Weingarten, James H. Mather, Al Nelson, Chris Burdon, Mark Taylor                                   |
| 2022 | Res de nou a l'oest                           | Viktor Prášil, Frank Kruse, Markus Stemler, Lars Ginzel, Stefan Korte                                    |
| 2022 | Avatar: El sentit de l'aigua                  | Julian Howarth, Gwendolyn Yates Whittle, Dick Bernstein, Christopher Boyes, Gary Summers, Michael Hedges |
| 2022 | The Batman                                    | Stuart Wilson, William Files, Douglas Murray, Andy Nelson                                                |
| 2022 | Elvis                                         | David Lee, Wayne Pashley, Andy Nelson, Andy Nelson, Michael Keller                                       |
| 2023 | La zona d'interès                             | Tarn Willers, Johnnie Burn                                                                               |
| 2023 | The Creator                                   | Ian Voigt, Erik Aadahl, Ethan Van der Ryn, Tom Ozanich, Dean Zupancic                                    |
| 2023 | Maestro                                       | Steven A. Morrow, Richard King, Jason Ruder, Tom Ozanich, Dean Zupancic                                  |
| 2023 | Mission: Impossible – Dead Reckoning Part One | Chris Munro, James H. Mather, Chris Burdon, Mark Taylor                                                  |
| 2023 | Oppenheimer                                   | Willie D. Burton, Richard King, Gary A. Rizzo, Kevin O'Connell                                           |